# 末原拓馬
末原 拓馬（すえはら たくま、1985年7月8日 - ）は日本の俳優、脚本家、演出家。東京都出身。劇団おぼんろ主宰。アストラル所属。

## 略歴
早稲田大学第一文学部に入学後、演劇研究会に入部。「とらとろん」での活動を経て、2006年に劇団おぼんろを旗揚げする。
2008年、おぼんろ番外公演3.8『さいなら！』がシアターグリーン学生芸術祭で優秀賞を受賞。
2021年12月、「カンボジアの子どもたちに安全な水と学ぶ場所を」との思いから「ジュロコロ基金」を設立する。
2022年に講談社から『瓶詰めの海は寝室でリュズタンの夢をうたった』が出版された。
2023年6月にはモルドバ共和国のBITEI国際演劇祭に招聘され『ゲマニョ幽霊』を上演し、おぼんろ初の海外公演となった。
おぼんろの脚本・演出・出演の三役を担いながら外部作品にも出演。また、劇団外での脚本や演出も手掛けている（#脚本・演出参照）。

## 人物・エピソード
- 小学校から高校時代はバスケ部だった[11]。中野の劇場の誰もいない舞台に立った時に「いろんな景色が見える」と感じたことがきっかけで、大学入学後に演劇研究会に入り演劇を始めた[11]。運動部からの突然の転向だったため、周囲の人には驚かれたという[11]。
- 演出作品の楽曲をギタリストである父・末原康志と共に作成していた[2]。音楽からインスピレーションを受けて脚本を書くこともあったという[2]。インタビューの中では、自身の感性の大部分は父の音楽によって形作られたと語っている[2]。
- 脚本・演出・出演の三役を担うのは大変なのでどれか一つに絞った方が良いと言われることもあったが、自身にとっては三役を務めるのは「音楽家」のようなイメージであり自然なことだったと話す[11]。
- 自身の作品について、一回の公演限りで消費される作品ではなく、シェイクスピアのように何百年も残り続ける普遍的にある作品になればと考えている[15]。

## おぼんろ
主な作品
- 第1回公演『おぼんろ』（2007年2月、早稲田どらま館）[16]
- 第2回本公演『洗イ ニ 生マレテ』（2007年7月、早稲田大学学生会館Ｂ202）[17]
- 第3回公演『月が、』（2008年4月、タイニイアリス） [18]
- おぼんろ番外公演3.8『さいなら！』（2008年7月30日 - 8月3日、シアターグリーン BASE THEATER）[19]
- 第4回本公演『鬼桃伝』（2009年4月、ウエストエンドスタジオ）[20]
- 番外公演4.5『銃の涙』（2009年10月、早稲田大学27号館小野記念講堂） - 作[21]
- 第5回本公演『海ノ底カラ星ヲ見上ゲヨ』（2009年12月17日 - 27日、サンモールスタジオ）[22]
- 第6回本公演『狼少年 ニ 星屑 ヲ』（2010年10月30日・31日、スペースTRE）[23]
- 第7回本公演『ハッピー!! 夢ヲ見ルマデハ眠レヌ森ノ惨メナ神様』（2011年4月28日 - 5月5日、GALLERY LE DECO）[23]
- 第8回本公演『狼少年ニ星屑ヲ』（2011年10月19日 - 31日、絵空箱）[23]
- 第9回本公演『ゴベリンドンの沼』（2012年9月11日 - 10月7日、ゴベリンドン特設劇場）[23]
- 第10回本公演『ビョードロ』（2013年5月29日 - 6月16日、d-倉庫）[23]
- 第11回本公演『パダラマ・ジュグラマ』（2014年6月11日 - 7月21日、ワーサルシアター八幡山劇場 他）[24]
- 第12回本公演『ゴベリンドン』（2015年5月21日 - 6月7日、吉祥寺シアター）[25]
- 第13回本公演『ルドベルの両翼』（2016年6月28日 - 7月6日、王子モンスター）[26]
- 第13回本公演『ヴルルの島』（2016年11月30日 - 12月24日、ラゾーナ川崎プラザソル 他）[27]
- 第15回本公演『キャガプシー』（2017年11月8日 - 12日、おぼんろ特設劇場） - ウナサレ 役[28]
- 第16回本公演『キャガプシー』（2018年5月16日 - 27日、葛西臨海公園 汐風の広場 特設劇場）[29][30]
- 第17回本公演『ビョードロ～月色の森で抱きよせて～』（2019年2月14日 - 17日、新宿FACE） - タクモ 役[31][32][4]
- おぼんろ幕間の物語『かげつみのツミ』（2019年5月22日 - 6月2日、BASEMENT MONSTAR 王子）[33][34][35]
- 第18回本公演『メル・リルルの花火』（2020年4月17日 - 26日、全公演配信）[36][37][38][注釈 1]
- 第19回公演『瓶詰めの海は寝室でリュズタンの夢をうたった』（2021年8月12日 - 17日、Mixalive TOKYO Theater Mixa）[39]
- 第20回本公演『パダラマ・ジュグラマ』（2022年2月13日 - 20日、Mixalive TOKYO Theater Mixa） - タック役[40][41]
- 第21回本公演『瓶詰めの海は寝室でリュズタンの夢をうたった』（2022年8月18日 - 28日、Mixalive TOKYO Theater Mixa） - クラゲ 役[42][43]
- 第22回本公演『ゲマニョ幽霊』（2023年1月19日 - 22日、試験公演/ 2月9日 - 26日、本公演） [12]
- モルドバBITEI国際演劇祭『STAFIA GEMANYO』（2023年6月3日、Teatrul Naţional Eugene Ionesco ）
- 第23回本公演『月の鏡にうつる聲』（2023年8月4日 - 13日、Mixalive TOKYO Theater Mixa）[44][13]
- 朗読劇『語り部たちの夢隠し』（2024年1月27日、布施PEベース）
- 第24回本公演『聖ダジュメリ曲芸団』（2024年5月30日 - 6月9日、Mixalive TOKYO Theater Mixa）[45]
- 第25回本公演『ジョバズナ鼠の二枚舌』（2025年3月4日 - 3月9日、新宿シアターモリエール）
- 第26回本公演『ラルスコット・ギグの動物園』（2025年9月11日 - 9月20日、Mixalive TOKYO Theater Mixa）
- 第27回本公演『』（2026年2月、本多劇場）

## 出演

### 舞台
※おぼんろ以外の舞台への主な出演作
- NODA・MAP『ザ・キャラクター』（2010年6月）[46]
- 角角ストロガのフ『獣従承知』（2010年12月16日 - 20日）[47]
- る・ひまわりMACBETH（2012年8月11日 - 19日）[48]
- 極上文學『Kの昇天 或いはKの溺死』（2013年11月27日 - 12月3日） - 影法師 役[49]
- ハンサム落語 第五幕（2015年2月13日 - 3月15日）[50]
- DIABOLIK LOVERS（2015年8月26日 - 30日） - リヒター 役[51]
- ティーファクトリー 『ドラマ・ドクター』（2015年10月23日 - 11月2日） - ヘンリー 役[25][52]
- ティーファクトリー『愛情の内乱』（2016年5月12日 - 25日）[53]
- 浪漫活劇譚『艶漢』（2016年3月30日 - 4月3日） - 山田光路郎 役[54]
- エムキチビート『アイ ワズ ライト』（2016年8月3日 - 7日）[55]
- 歌謡倶楽部『艶漢』（2016年8月19日 - 21日） - 山田光路郎 役[56]
- Emergency×Emergency vol.1『METEORITE』（2017年3月3日 - 5日） [57]
- 東京ハートブレイカーズ『サブマリン』（2017年9月19日 - 25日）[58]
- クロジ『銀の国 金の歌』（2017年10月4日 - 9日） - 美禰 役[59]
- 浪漫活劇譚『艶漢』第二夜』（2017年12月13日 - 17日） - 山田光路郎 役[60]
- 末原拓馬 ひとり芝居『カスタネット』（2018年1月25日 - 28日）[61]
- 歌謡倶楽部『艶漢』第二幕（2018年4月11日 - 15日） - 山田光路郎 役[62]
- 浪漫活劇譚『艶漢』第三夜（2019年4月20日 - 29日） - 山田光路郎 役[63]
- クロジ 『ポリトゥスの蟲』（2019年7月3日 - 7日） [64]
- HAMLET ―ハムレット―（2019年9月9日 - 10月15日）[65]
- 『Hanger boy - 月が死んじゃうときの音』（2019年10月18日 - 19日）
- 末原拓馬 × シモシュ 『言葉と音の世界』（2019年10月20日）
- 浪漫活劇譚『艶漢』第四夜（2020年2月16日 - 3月1日） - 山田光路郎 役[66]
- 音楽朗読劇『雲の切れ目からのぞいた町』（2020年10月19日 - 21日）
- 朗読劇『メリーモサモサスットンサ ～ドぺモ孤児院のサンタクロース～』（2020年12月19日）
- イエドロの楽語（2021年2月26日 - 28日）
- 『世界でいちばん美しい雨』（2021年3月28日）
- 朗読劇『メリーモサモサスットンサ』（2021年12月28日）
- CROWNS『蝶の筆』（2021年5月12日 - 23日）[67]
- 音楽劇『黒と白 -purgatorium- amoroso』（2021年6月30日 - 7月4日） - 幸福 / 災禍（マルート） 役[68]
- 朝シェイクスピア 『30分でわかるマクベス』 ゲスト出演 （2022年2月13日）
- 大人の麦茶『おしり筋肉痛 リノベーテッド』（2022年4月6日 - 17日）[69][70]
- 『埋葬は三日月の朝をくちずさむ』（2022年5月25日 - 29日） - 墓守 役[71]
- CROWNS『畳屋のあけび』（2022年7月6日 - 10日）
- T Crossroad 短編戯曲祭 〈花鳥風月〉夏『あいのいろ』（2022年8月25日）[72]
- 『おおきなかぶ』（2022年9月11日）
- 朝シェイクスピア『30分でわかるハムレット』（2022年12月18日・22日） - ハムレット 役[73]
- 朝シェイクスピア 『30分でわかるハムレット』（2023年3月1日） - ハムレット 役
- Jewels Story『白鳥の湖 ～Mother's Tears～』（2023年4月29日）
- 朝シェイクスピア 『30分でわかるハムレット』（2023年9月11日） - ハムレット 役
- 『ヘンリー四世』（2023年10月26日 - 29日） - ハル王子 役[74]
- 今日だけはおとな本の森『JUROCORO』（2023年11日11日）
- 『熱海殺人事件～モンテカルロ・イリュージョン』日替わりゲスト出演（2023年11月29日）
- 朗読劇『ジョーのたかだか一部の物語』（2023年12月22日 - 24日） - 焚き火屋 役[75]
- ピアフとコクトーへのオマージュ（2023年12月16日・27日・28日）[76]
- ロッカールームに眠る僕の知らない戦争（2024年2月2日 - 4日）[77]
- 朝劇『恋の遠心力』（2024年8月24日）
- 『パニックピッカー』（2024年9月11日 - 15日）
- 朗読劇『瓶詰の海は寝室でリュズタンの夢をうたった』～トノキヨの夏休み～（2024年9月28日 - 29日）代役出演
- 末原拓馬独り芝居『カスタネット』（2024年10月27日、赤坂サカス広場 特設紫テント）[78]
- GRAVITY on STAGE（2024年11月4日）
- 『末原拓馬奇譚庫』（2025年1月22日 - 25日）
- 『Queen'sPirates〜赤いドラゴンに宛てる手紙〜』（2025年3月26日 - 30日）
- 『オリーブのたね』（2025年4月19日 - 29日）
- 『ゴーストマスターズ』日替わりゲスト出演（2025年8月22日）

### テレビドラマ
- 毒 ポイズン 第7話（2012年、日本テレビ）[79]
- 悪女たちのメスepisode2（2012年12月21日、フジテレビ）[80]
- メイドインジャパン（2013年1月26日、NHK総合）[81]
- 残念な夫。第9話（2015年3月18日、フジテレビ） - 渡辺聡 役[82]
- 警視庁さくらポリス～最強の姉妹捜査官～（2016年5月18日、テレビ東京）[83]
- 人形佐七捕物帳 第四夜（2016年11月15日、BSジャパン） - 逸見信一郎 役[84]
- 記憶捜査 新宿東署事件ファイル－令和の女殺人鬼－（2020年7月27日、テレビ東京）[85]

### 映画
- さぬき巡礼ツアー（2012年） - 主演・田中ジョー  役[86]
- モルエラニの霧の中（2021年）[87]
- サイキッカーZ （2022年）[88]
- エスパーX探偵社 ～さよならのさがしもの～（2023年） - 主演・松田聖人 役[89][90]

### ネット配信
- くじらの足音に耳塞ぐ（2020年7月11日、Zoom）[91][92]
- 『銃の涙』（2021年3月11日、Youtube）

### 配信番組
- toi project THE PLACE 原点の場所（2020年11月28日、YouTube）[93][94]
- Job×Chan!! それ僕たちにやらせてください（2021年10月、YouTube）[95]

### イベント
- OBONRO CINEMA MUSEUM（2021年11月12日 - 28日） - 13日、トークショーに参加[96][15]
- OBONRO X'mas PARTY（2022年12月3日）[97]

### MV
- ChroniCloop「SlowDance」（2022年）[98]

## 脚本・演出
※おぼんろ以外での主な脚本や演出
- 東京探偵団『Park Park Show』（2008年10月25日・26日） - 演出[99]
- Emergency×Emergency vol.1『METEORITE』（2017年3月3日 - 5日） - 脚本・演出・出演[57]
- イムリ（2017年7月26日 - 31日）[100][101]
- さかいかなひとり芝居『わが儘』（2018年3月29日 - 4月1日） - 演出協力[102]
- クロジ 第18回公演『ポリトゥスの蟲』（2019年7月3日 - 7日） - 作・出演[64]
- Identity V STAGE Episode1『What to draw』（2019年11月29日 - 12月8日） - 脚本
- 絶響MUSICA THE STAGE（2020年7月8日 - 13日） - 演出[103]
- ひとりしばい『ラルスコット・ギグの動物園』（2020年11月27日 - 29日）[104][105]
- 純情ロマンチカ（2021年4月29日 - 5月2日） - 演出[106][注釈 2]
- グレートフル・グレープフルーツ（2022年4月14日・15日） - 脚本[108]
- あるひ0円プロジェクト企画公演第0弾『埋葬は三日月の朝をくちずさむ』（2022年5月25日 - 29日） - 脚本・演出・出演[71][109]
- 朗読劇『武士とジェントルマン』（2023年2月）[110]
- Stray City シリーズ『Clubキャッテリア』（2023年5月） - 演出
- 朗読劇『瓶詰めの海は寝室でリュズタンの夢をうたった』（2023年9月23日・24日）[111]
- BOOK OPERA クルム童話『ケリナツス～七匹目の仔山羊～』（2023年12月）[112]
- 朗読劇『ジョーのたかだか一部の物語』（2023年12月22日 - 24日） - 作・演出・出演[75]
- 剣劇『三國志演技～孫呉』（2024年4月）[113][114]
- Stray City シリーズ Club ドーシャ（2024年8月）[115]
- GRAVITY on STAGE（2024年11月4日） - 脚本・演出・出演[116]
- 末原拓馬奇譚庫（2025年1月22日 - 25日） - 脚本・演出・出演[117]
- 氷艶hyoen2025-鏡紋の夜叉-（2025年7月5日 - 7日）-脚本
- 「のだめカンタービレ」Story Live Orchestra（2025年7月30日 - 31日）-演出
- バレエ『クレヨン王国の十二か月』（2025年12月27日 - 28日）-総合演出

## 書籍
- 瓶詰めの海は寝室でリュズタンの夢をうたった（2022年8月、講談社）ISBN 978-4-06-528749-1